# Voll-Damm
Voll-Damm is een Spaans donker märzenbier dat gebrouwen wordt door Damm brouwerijen in Barcelona. Het (Duitstalige) voorvoegsel Voll is gekozen om de volle smaak te verwoorden.

## Geschiedenis
In 1953 besloot brouwerij Damm, na reeds behaalde successen met lagers als Estrella Dorada en pils als Xibeca, een nieuw en voor Spanje onbekend soort bier uit te brengen, een märzenbier. In de eerste jaren werd het bier alleen geproduceerd tussen oktober en maart, zoals dat gebruikelijk is met märzenbieren, maar als het bier veel succes blijkt te hebben, wordt het vanaf 1955 het gehele jaar door gebrouwen.

## Samenstelling en smaak
Voll-Damm is net als andere märzenbieren een Doble Malta ('dubbel mout'), wat betekent dat er aan het recept twee keer zoveel mout toe is gevoegd dan gebruikelijk. Hierdoor krijgt het bier een sterkere smaak en gestalte. Het heeft een stamwortgehalte van 17 °P en een alcoholpercentage van 7,2%. De evenwichtige siroopachtige zoet-bittere smaak heeft een gist- en deegachtige neus en een droge afdronk. In de volle smaak zijn metaalachtige aroma's en scherpe hopsmaak te herkennen.

## Imago
Damm wil het bier associëren met fijnproevers en een duidelijk afgebakende doelgroep. Om dit te bereiken gebruikt de brouwer de merknaam Voll-Damm voor de sponsoring van jazzfestivals op verschillende plaatsen in Catalonië, waaronder Barcelona, Terrassa en Figueres. Ter gelegenheid van de 55e verjaardag van het bier, heeft Damm in 2010 een speciale editie van 250.000 flessen uitgebracht, die de vorm hadden van de halve literflessen met een keramieken dop waarin het bier oorspronkelijk op de markt was gebracht.

## Prijzen
- International Beer Competition 2004: Gouden medaille in de categorie strong lager en beste bier van de competitie[3]
- World Beer Awards 2007: World's best Märzen/Oktoberfestbier.[2]
- Superior Taste Award 2009, 2011[4][3]: Maximale waardering, drie sterren
- World Beer Championship Awards 2009 en 2011[5][3]: Gouden medaille
- Australian International Beer Awards 2010: Gouden medaille[6]